# Hemerodromia bifurcata
Hemerodromia bifurcata är en tvåvingeart som beskrevs av Collin 1941. Hemerodromia bifurcata ingår i släktet Hemerodromia och familjen dansflugor. Inga underarter finns listade i Catalogue of Life.